# Lucien Pemjean
Lucien Pemjean, né le 5 mai 1861 à Lyon et mort le 6 janvier 1945 à Paris, est un journaliste, écrivain, romancier et activiste politique français. Sous la Troisième République, il est d'abord militant anarchiste et socialiste puis adhère au boulangisme et devient antidreyfusard. Après la Première Guerre mondiale (même avant), il devient un propagandiste antisémite et antimaçonnique puis participe à la rédaction de plusieurs articles durant la Collaboration.

## Biographie

### Enfance et éducation
Fils d'un officier qui fut fait prisonnier Sedan en 1870, il souhaite devenir, comme son grand-père maternel, menuisier, mais lorsqu'il à neuf ans, son père le fait préparer à l'examen d'entrée au Prytanée national militaire de La Flèche, projet interrompu par la Guerre franco-allemande de 1870. Après sa libération, son père, poursuivant son projet, l'inscrit au lycée Louis-le-Grand où il passe peu de temps, ayant rejoint, avec sa mère et ses deux frères, son père à Douai où ce dernier a été affecté. Il intègre le prytanée national militaire de La Flèche en 1871. Il obtient la première partie du baccalauréat ès lettres avec la mention très bien et décide de s'opposer à la volonté paternelle en se lançant dans des études de droit à Paris, tout en travaillant pour une compagnie d'assurance, puis au Comptoir national d'escompte de Paris. Il devient ensuite le secrétaire d'Adrien Delahante (1815-1884), l'aidant dans ses recherches et démarches dans son projet de livre qui sera publié en 1881 : Une famille de finance au XVIIIe siècle : mémoires, correspondance et papiers de famille.

### Militantisme de jeunesse
D'abord socialiste puis anarchiste, Pemjean se joint ensuite au boulangisme et aux campagnes antisémites d'Édouard Drumont durant l'affaire Dreyfus. Il collabore au Cri du Transvaal (hebdomadaire illustré, organe de propagande et d'action pour l'indépendance des républiques sud-africaines) et publie quelques romans et des pièces de théâtre. 
À partir des années 1920, il est directeur littéraire des éditions Baudinière. Durant les années 1930, il reparaît sur la scène de l'antisémitisme et de l'antimaçonnisme en publiant plusieurs pamphlets tels Vers l'invasion (1933) et La Maffia judéo-maçonnique (1934).

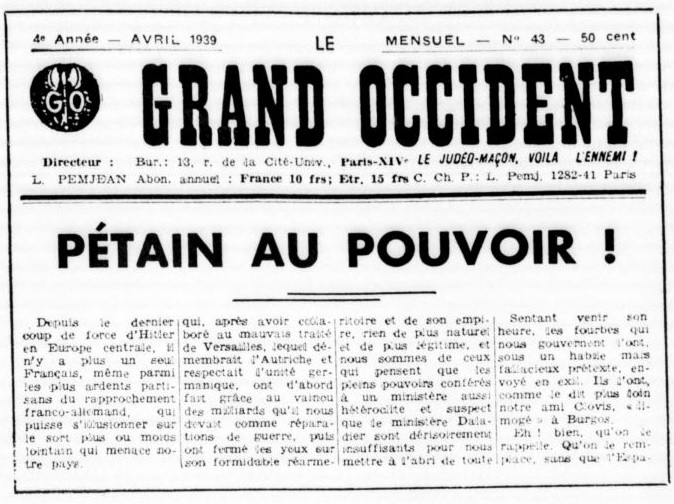
Journal Grand Occident, une "Pétain au pouvoir"

### L'Entre-deux guerres
Entre 1934 et 1939, Pemjean publie un petit mensuel intitulé Grand Occident, consacré à la dénonciation des juifs et des francs-maçons. Le titre de ce quotidien fait référence au Grand Occident de France, mouvement fondé par l'antisémite Jules Guérin en réaction à l'obédience maçonnique du Grand Orient de France. Une hache à deux côtés (la francisque) et le slogan « Le judéo-maçonnique, voilà l'ennemi » figurent en tête du journal. Le numéro d'avril 1939 de Grand Occident titre en grosses lettres : " Pétain au pouvoir ! ".

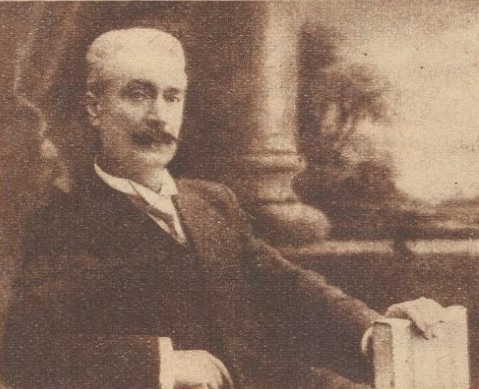
Lucien Pemjean vers 1933.

Proche de l'ancien combattant Jean Boissel, il participe à l'équipe dirigeante des mouvements fondés par ce dernier comme la "Ligue antijuive universelle" et participe à la rédaction du journal du "Front franc", "Le Réveil du peuple". De plus, il est très impliqué au sein du "Comité de vigilance nationale pour la solution radicale de la question juive" et collabore à l'Agence Prima presse, chargée de relayer la propagande nazie en France, en compagnie de Paul Ferdonnet.

### Sous la Collaboration
Sous l'occupation allemande, il signe des articles dans le Paris-Soir sous contrôle allemand, ainsi que dans des journaux collaborationnistes comme La France socialiste, Le Pays libre (dans lequel il publie "Souvenirs d'un vieux frondeur", feuilleton dans lequel il raconte ses souvenirs de jeunesses et ses débuts en politique) ou Au Pilori. Pemjean est arrêté en septembre 1944 pour faits de collaboration ; son état de santé s'étant dégradé, il meurt à l'hôpital le 6 janvier 1945 sans même avoir pu être entendu par un juge d'instruction.

## Publications
- Plus de frontières, Librairie socialiste internationale, 1884.
- Cent ans après (1789-1889), précédé d'une Lettre du général Georges Boulanger, Paris, Albert Savine, 1889 lire en ligne sur Gallica
- L'Auberge rouge de Peyrabeille, récit historique et dramatique, Paris, Librairie illustrée, [1907].
- Germaine, roman inédit, Paris, Librairie des romans choisis, [1916].
- Les Noces de Germaine, Paris, Librairie des romans choisis, [1916].
- Cyrano de Bergerac, Paris, Arthème Fayard, [1926].
- La Gosse de l'Assistance, roman inédit, Paris, Éditions S. E. T., "Trois heures de voyage, trois heures de lecture. Les Romans à lire en voyage", 1926.
- Petite madone, Paris, F. Rouff, 1926 lire en ligne sur Gallica
- La Plus Belle Aventure de Cyrano, roman, Paris, Éditions Baudinière, 1928.
- Le Capitaine d'Artagnan, roman de cape et d'épée, Paris, Éditions Baudinière, 1931.
- Vers l'invasion, Paris, Éditions Baudinière, 1933 ; réédité sous le titre La Maffia judéo-maçonnique, Paris, éditions Baudinière, [1934].
- La Presse et les Juifs depuis la Révolution jusqu'à nos jours, Paris, Les Nouvelles éditions françaises, Les Juifs en France, III, 1941 [lire en ligne]
- avec Jacques Ploncard, Paul Lafitte, Jean Drault et Henry Coston, 1892-1942. Le Cinquantenaire de la Libre parole, fondée par Édouard Drumont, Bordeaux, E. Castera et Paris (Centre d'action contre la franc-maçonnerie), 1942.

## Sources
- Pascal Ory, Les Collaborateurs, 1940-1945, Paris, Éditions du Seuil, coll. « Points. Histoire » (no 43) (1re éd. 1977), VI-331 p. (ISBN 2-02-005427-2, présentation en ligne)
- « notice biographique », Dictionnaire des anarchistes, « Le Maitron ».